# کالیمسا (کالیفرنیا)
کالیمسا (به انگلیسی: Calimesa) شهری در شهرستان ریورساید، کالیفرنیا ایالت کالیفرنیا است که در سرشماری سال ۲۰۱۰ میلادی، ۷۸۷۹ نفر جمعیت داشته است.